# Д.И.В.А.
«Д. И. В. А.» — российская пауэр-метал-группа, основанная в июле 2002 года.

## История
В июле 2002 года после реорганизации группы Hexen Nest появилась новая группа Д. И. В. А., в состав которой вошли Юта Зубковская (вокал), Александр Копытин (гитара), Евгений Сергеев (бас) и Родион Кушнир (барабаны). Группа выступала на различных московских площадках («Точка», «Р-Клуб», «Все свои», «Аваллон»).
Летом 2003 года группу покидают Е. Сергеев и А. Копытин. Осенью Д. И. В. А. записывает первое демо «Последняя картина мира» на студии Александра Риконвальда. Концертная деятельность приостанавливается, так как группа не может найти гитариста.
В июле 2004 года Ю. Зубковская выступает в качестве приглашенной вокалистки на десятилетии группы Shadow Host. Знакомство с музыкантами группы приводит к написанию второго демо «Царство Света» на студии «Зверинец». В песнях использовались тексты М. Пушкиной. В этот период времени в группе на бас-гитаре играет Валерий Капкаев, гитарист известной в 1980-е годы группы «Консул».
В 2006 Д. И. В. А. записывает своё третье демо «Свет и Тьма» на студии Ignoramus при помощи музыкантов группы Big History. Аранжировку на композицию «Свет и Тьма» делает С. Терентьев. Осенью 2006 Д. И. В. А. приступает к записи дебютного альбома на студии RIK-REC (студия А. Риконвальда, где на тот момент подошла к завершению работа над дебютным альбомом группы Hunters). Помимо Юты и Дмитрия Зубковских, в состав группы входили Алексей Подгорный и Сергей Кутаев. В записи альбома также приняли участие Андрей Смирнов, Александр Риконвальд, Алексей Страйк и Сергей Терентьев.
В апреле 2008 года дебютный альбом «Ангел Света» вышел на российском лейбле Irond.
В 2009 группа приняла участие в записи трибьют-альбома группе Kiss, исполнив песню с сольного альбома Пола Стэнли Live To Win (2009). Юта Зубковская также приняла участие в записи альбома Margenta «Нейтрализатор мрачности», исполнив партии бэк-вокала и ведущего вокала в нескольких песнях. Также принимает участие в записи альбома «Противостояние» группы «Дети Лабиринта», записав партию рояля в композиции «Ариозо Мизгиря».
В 2010 году Д. И. В. А. выпускает альбом «Нет пути назад» на студии RIK-REC. Группу покидает гитарист В. Шмаев. На его место приходит A.Barth из группы «Дети хурмы».
В 2011 году Д. И. В. А. принимает участие в трибьюте группе «Скорая помощь», исполнив песню «Демон страсти»; в записи принял участие гитарист Эдуард Шаронов.
В это же время Юта Зубковская записывает вокал к композиции «Клеопатра» для проекта Margenta «Династия посвященных 3».
В 2015 группу покидает гитарист A.Barth. Музыканты записывают сингл «Нет дыма без огня», в который вошли композиции «Сонный рай», «Холодно» и «Нет дыма без огня».
В 2016 году Д. И. В. А. выпускает альбом «Нет дыма без огня» на лейбле ZUBRecords.
В этом же году Юта принимает участие в записи композиции "Иди вперед" для проекта The United (ЕР "Живем лишь раз" - 2016)
в записи приняли участие шесть вокалисток:
- Юта Зубковская (Д.И.В.А.),
- Джина “Rose Of Steel” (Rose of Steel, Kruger),
- Наталья Терехова (Dark Princess)
- Олеся “Элис” Татаринцева (V Стихий),
- Анна Шалыгина (Xe-None),
- Юлиана Савченко (WitchcrafT, ex-Андем).
Партию соло-гитары исполнил, не нуждающийся в представлении, музыкант – Сергей Терентьев (Артерия, ех-Ария, ex-Кипелов).
Проект получил название "The United", что отражает его основную идею - единения и желания стремиться только вперёд!
20 января 2019 выходит новый сингл группы Д.И.В.А.  «Чёрные лебеди», в котором принимает участие новый гитарист - Кирилл Катранов.
В 2020 году Д.И.В.А. начинает сотрудничать с гитаристом Александром Шадровым (группа Багира).
Результатом совместной работы проекта DIVA & HEXEN HAMMER стал выход нескольких синглов, ер и полноформатный альбом "Under The Black Sun" (2022).
В это же время Юта записывает вокал в композиции  "Адская топка" для рок-поэмы "Моби Дик" группы ТЕАТР ТЕНЕЙ.
В 2022 году Д.И.В.А. принимает участие в записи композиций мини-альбома "Минотавр" группы "Поликлиника" .
В начала 2023 года Юта начинает сотрудничать с проектом Кирилла Немоляева FORCES UNITED. На данный момент записано несколько композиций для альбома "Вжарят только девушки" и "Forces Of David". Сотрудничество продолжается...
В это же время  группа получает приглашение об участии в трибьют-альбоме группы Артерия. ДИВА записывает  песню "Край Ветров".
Весной 2023 года группа выпускает концептуальный альбом  «Заветы Старых Мастеров», в котором приняли участие:
Софья Райкова  (группа Tantal)
Юрий Сахнов (группа МВМ)
Сергей  Тереньтев (группа Артерия)
Денис Машаров (группа Театр Теней)
Никодим Зубковский (группа Alchemist)

## Состав
- Юта Зубковская — вокал (с 2002)
- Кирилл Катранов — гитара (с 2018)
- Михаил Михайлов — гитара (с 2008)
- Дмитрий Зубковский — бас-гитара (с 2002)
- Сергей Кутаев — барабаны (с 2004)

### Бывшие участники
- Александр Копытин — гитара (2002—2003)
- Евгений Сергеев — бас (2002—2003)
- Андрей Смирнов — гитара (2004—2005)
- Сергей Полянский — гитара (2004—2005)
- Валерий Капкаев — бас (2004—2005)
- Алексей Подгорный — гитара (2006—2007)
- Александр Риконвальд — гитара (2002—2003)
- Родион Кушнир — ударные (2002—2003)
- Вадим Шмаев — гитара (2008—2009)
- Валерий Быков — гитара (2008, 2014)
- Алексей Соков — гитара (2009—2013)
- Эдуард Шаронов — гитара (2015—2017)

## Дискография
Демозаписи
- 2003 — «Последняя картина мира»
- 2005 — «Царство света»
- 2006 — «Свет и тьма»
- 2008 — «Нет пути назад»

Альбомы
- 2008 — «Ангел света»
- 2010 — «Нет пути назад»
- 2016 — «Нет дыма без огня»
- 2022 — «Under The Black Sun»
- 2023 — «Заветы Старых Мастеров»

Синглы и мини-альбомы
- 2015 — «Нет дыма без огня»
- 2019 — «Чёрные лебеди»
- 2020 — «The Crying Angels»
- 2020 — «Valhalla Is Calling»
- 2020 — «Witches Nest»
- 2021 — «Looking Back»
- 2022 — «Вальхалла»
- 2024 — «Сумерки Богов»

Сборники
- 2009 — A Tribute To Kiss
- 2011 — «A Tribute To „Скорая помощь“»
- 2011 — сборник VARG — Ex. 14
- 2015 — сборник VARG — Eх. 35